# 圣康坦战役 (1871年)
圣康坦战役（法語：Bataille de Saint-Quentin），是1871年1月19日普法战争期间，法军为突破普鲁士军队对首都巴黎的包围所展开的联合攻势之一，这场战役在圣康坦展开，也是普军入侵法国领土后，对巴黎包围战的战役之一。

## 战役背景
普法战争爆发后，法兰西第二帝国在1870年9月2日的色当会战中经历重大失败，法皇拿破仑三世也被普鲁士俘虏。当法国在色当投降的消息传回巴黎后，巴黎在9月4日发生革命，法兰西第二帝国被推翻，由资产阶级和保皇派联合组成的「国防政府」，决定继续与普鲁士王国作战。而在色当会战结束后，普军继续向法国腹地推进，企图攻占巴黎周边地区的战略要地，逼使法国政府投降。巴黎被普军包围后，被任命为内政和战争部长的莱昂·甘必大冒着生命危险，乘气球飞越普军封锁线离开巴黎，加入在图尔市的政府代表团。面对普鲁士军队在法国东部、西部和北部的包围攻势，莱昂·甘必大分别组织了北方集团军、卢瓦尔河集团军和东方集团军，以应对普军的进攻。
法国试图发动一场联合攻势，希望借此解除普军对巴黎的围攻，同时切断对普军的后方补给，进而解放其它被普军占领的国土和围攻。1871年1月，法军分别展开了对普军的几次攻势；西部的勒芒战役、东部对解放贝尔福战役所导致的埃里库尔战役、北部的圣康坦战役和解放巴黎的布松瓦尔战役。

## 进军过程

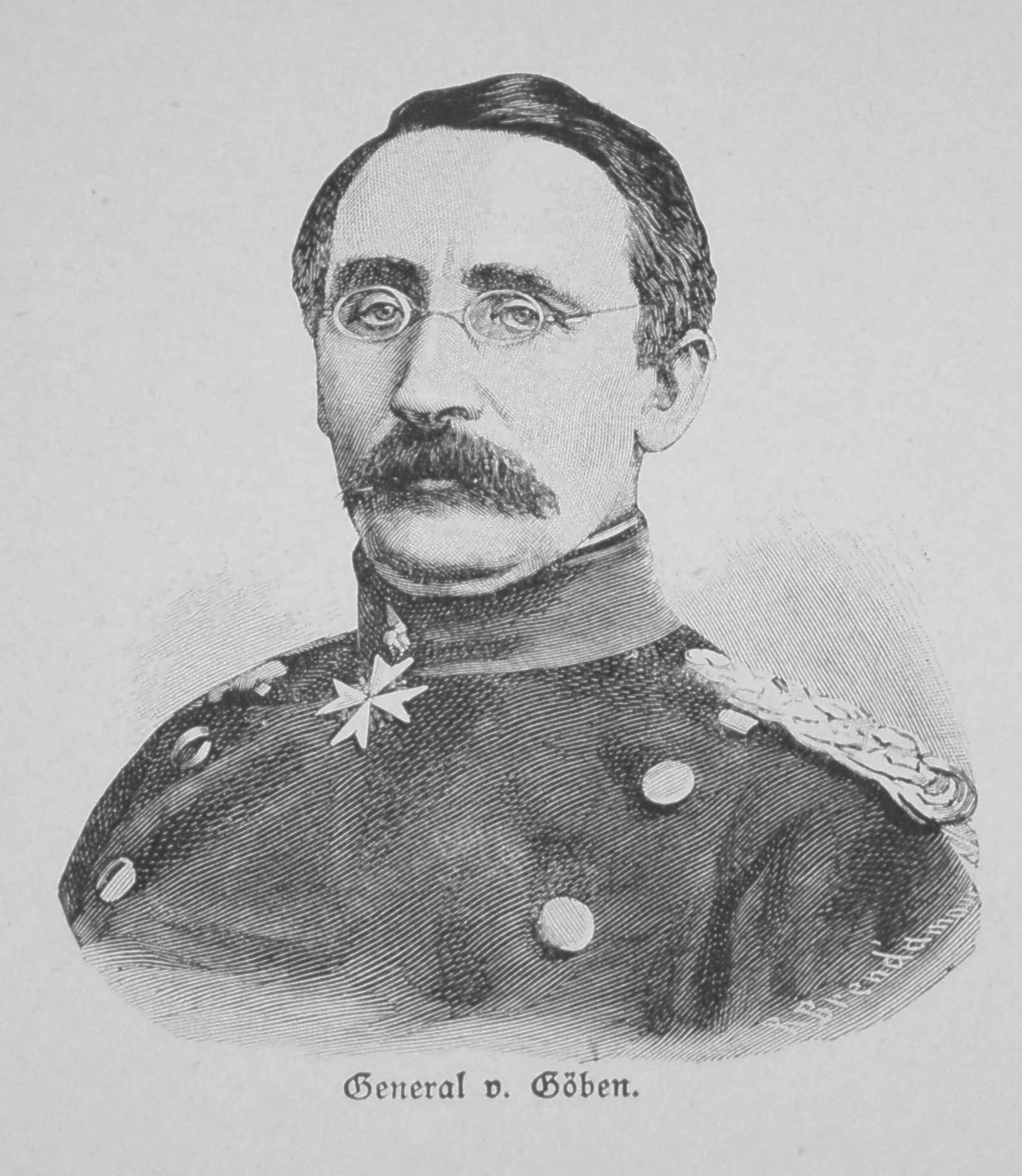
普鲁士将领，奥古斯特·卡尔·冯·格本

在1871年1月3日巴波姆战役和1月9日佩罗讷的要塞陷落之后，普军将领埃德温·冯·曼陀菲尔将普鲁士第一集团军的指挥权移交给奥古斯特·卡尔·冯·格本将军，他的军队的任务是确保从法国北部到巴黎的包围。普鲁士第一集团军的部分军队支援冯·格本将军指挥的第3骑兵师，在亚眠-科尔比地区确保了侧翼。普鲁士第8军在索姆河上的亚眠和圣康坦之间建立了安全的路线。普军第15师部署在索姆河畔布赖。在佩罗讷的左侧是普鲁士阿爾布雷希特亲王领导的第3后备师，在城市的右边是第3后备骑兵旅和第16师。
法国北方集团军在路易·费代尔布将军的指挥下，聚集在阿拉斯和杜埃。1月16日，费代尔布指挥的北方集团军向东进军，到达孔布勒地区。随后在1月17日，法军到达了韦尔芒-鲁瓦塞勒地区，普军第15师驻守在当地的一个团突破了法军的围攻，而越过布里附近的索姆河，向圣康坦方向转移（自1870年12月以来被普军占领）。法军从韦尔芒出动四个师团，向圣康坦市进攻，成功击退守城的普军，夺回了该城市。同时，费代尔布指挥其它法军部队越过了索姆河以南，并占领了圣康坦的南部地区，迫使普军第15师向博瓦-科兰库尔的方向撤退。冯·格本为了避免腹背受敌的情况，紧急带领军队向北进军，并在圣康坦附近遇到了费代尔布的法军部队。

## 开战

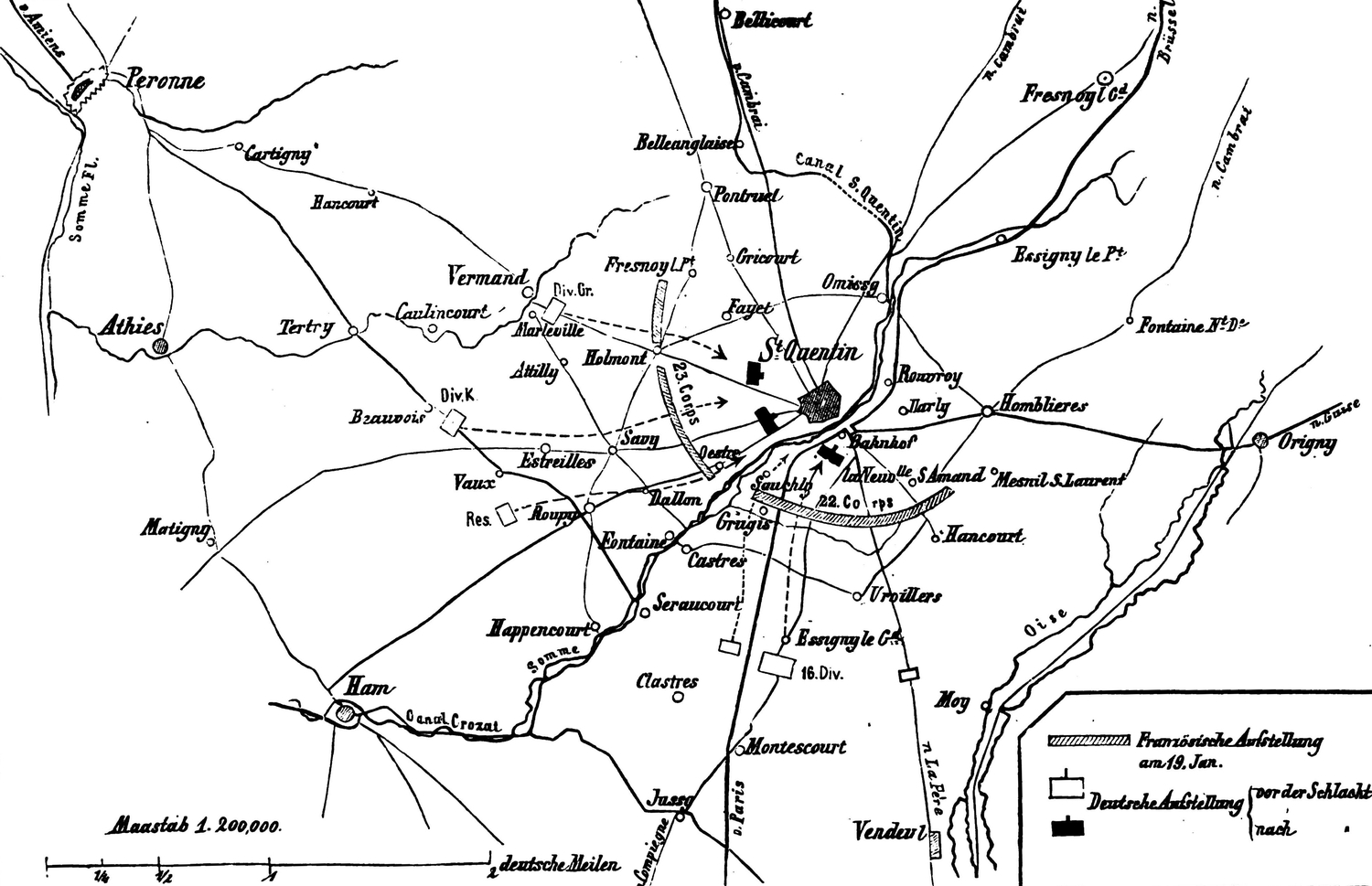
圣康坦战役地图

1月19日凌晨8点，冯·格本将军对法军发起攻势，普军从南部和西部两部分进行攻击。在索姆河南岸，普军第16师占领了塞拉库特，尽管普军的人数不多，但虽然试图从侧面包围法军，并将他们关押在圣康坦市内，并投入后备的部队，利用火炮轰炸城市内的守城法军。法军之后发起强烈的反击，阻止了普军的火炮轰炸，并迫使第16师返回埃斯西迪。冯·格本将军在南部战场上，指挥他的后备集团军的行动，并以此加强第16师的攻击实力。法军最终抵挡不了敌人的攻势，被迫撤出在城市内的堡垒，在平原上与普军作战。费代尔布曾希望加强法军一个旅的兵力，对普军的侧面进攻，但普军已经加强左右两翼部队的实力，在地利上也拥有优势，因此这个提议也沒有实行。在南部，法军也因为一个旅的撤出，使部队的左翼暴露出一个重大缺口，迫使部队必需撤退。
在北部，普军第15师的主力部队与法军的右翼部队对抗，而牵着了右翼法军的行动。但是，冯·格本也已经认识到，普军的攻势将无法持续很长时间，他面临两个选择，一是在被包围在圣康坦市的情况下坚守，二是选择撤退。但同时，费代尔布也已经接到报告说，索姆河南岸的法军部队已经开始溃败。普军逐渐开始将战线移动到城市内，而南部地区已经被普军的部队覆盖。费代尔布此时只有担任后卫的后备集团军可以投入作战，但这个风险很大，因为普军一直企图对法军进行围剿。经过短暂的战斗后，北方集团军于晚上7点左右结束了战斗，并撤退到勒卡托康布雷西。

## 结果
由于法军在几次反击的失败后及时撤离，使冯·格本将军计划封锁法国北方集团军的目的未能成功。法军向勒卡托康布雷西的北部撤退时，利用大炮的攻击和声响进行掩盖，使普鲁士军队的追击错失良机。
战斗结束之后，法国北方集团军对普军而言已不构成严重威胁，因为法军的损失也几乎占部队总人数的三分之一，其中包括许多人被俘虏，同时大量步枪和其他设备也在战役中丢失。同一日，路易·朱尔·特罗胥率领的巴黎法军在布松瓦尔战役中也遭受了挫折，结束了解放首都巴黎的最后一次尝试。法军在不到一周的时间里遭受了四次重大失败，严重影响法国军民的士气，在这场战斗之后，法国已不再具有任何大型组织可以继续采取战争的行动。1871年1月26日，普法双方进行谈判后，巴黎正式投降。
「圣康坦战役」在不同的文献所记载的损失程度不同。约瑟夫·迈耶在1888年出版的《迈耶百科词典》显示，双方损失了约3.100人，战俘人数为1万人。关于部队兵力的报告也相互矛盾，普鲁士军队有33000人，法国军队有40000人。

## 记念

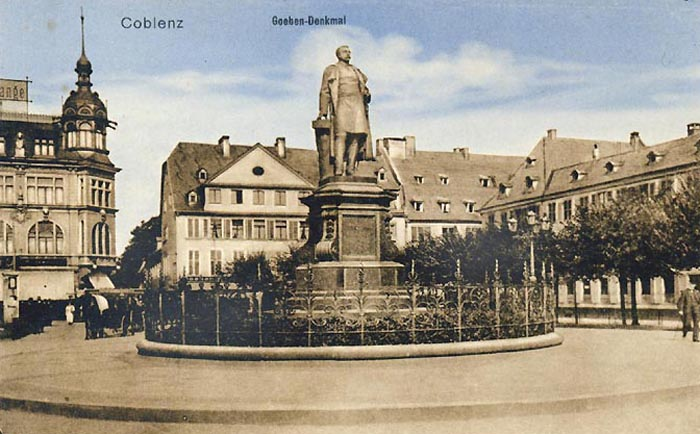
1884年，奥古斯特·卡尔·冯·格本在科布伦茨的纪念碑

1884年9月26日，德国在科布伦茨建立格本纪念碑，以纪念他在圣康坦战役的胜利。